# 嘉義菸葉廠
嘉義菸葉廠，是位於臺灣嘉義市西區的一處菸草加工工廠，最初則為菸酒公賣局嘉義分局附屬設施的北社尾葉菸草再乾燥工場。戰後作為臺灣省菸酒公賣局嘉義菸葉廠，並於2002年被裁撤，未來將活化再利用。其於2019年12月被登錄為嘉義市歷史建築。

## 沿革
嘉義葉菸廠最初名為「北社尾葉菸草再乾燥工場」，從事菸葉除骨、複薰等加工作業，之後再送往台北的松山菸草工場進行捲菸等香菸生產。其由嘉義市的中島組負責營造，興建於1939年9月，由宇敷赳夫所設計，於1940年4月完工；收購斗南、斗六、嘉義、白河地區的菸草，隨著菸草乾燥事業的規模逐漸擴大，在戰前還陸續興建了其他的倉庫等附屬設施。二戰後，北社尾葉菸草再乾燥工場由台灣省專賣局接收，於1947年改為「專賣局菸葉股份有限公司嘉義辦事處」，之後改為「菸葉管理委員會嘉義辦事處」；1949年10月，再改制為「臺灣省菸酒公賣局嘉義菸葉加工廠」。嘉義菸葉場在初期仍從事菸葉加工，在1950年底才設立了捲菸部以生產捲菸。1953年7月，此廠改稱為「嘉義菸葉廠」。在廠區建築方面，自1954年開始改建部分廠房，逐漸取代了在日治時期所興建的木造廠房，但仍部分保有日治時期的廠區配置空間。嘉義菸葉廠原設有白河、金蘭、鹿滿、嘉義市、大林、斗南、斗六等七區輔導區，以管理菸葉生產及指導，後因種菸區域變遷，在1991年將輔導區改為輔導站，設有成功、金蘭、義仁、鹿滿、永光、斗六等六站。
嘉義菸葉廠隨著公賣局在2002年公司化而被裁撤並閒置，之後移轉給國有財產局，在2007年在移撥給嘉義市政府，未來將朝藝文方向規劃再利用。

## 交通

### 嘉義捷運（規劃中）
藍線 B03站

### 嘉義BRT
自由友愛站